# Outeiro da Cortiçada
Outeiro da Cortiçada ist ein Ort und eine ehemalige Gemeinde (Freguesia) im portugiesischen Kreis Rio Maior. Die Gemeinde hatte 681 Einwohner (Stand 30. Juni 2011).
Am 29. September 2013 wurden die Gemeinden Outeiro da Cortiçada und Arruda dos Pisões zur neuen Gemeinde União das Freguesias de Outeiro da Cortiçada e Arruda dos Pisões zusammengeschlossen. Outeiro da Cortiçada ist Sitz dieser neu gebildeten Gemeinde.